# Шипенко, Алексей Павлович
Алексей Павлович Шипенко (род. 3 октября 1961, Севастополь, СССР) — советский и российский актёр, режиссёр и драматург.

## Краткая биография
Окончил в 1983 году школу-студию МХАТ (курс В. К. Монюкова). С 1983 по 1985 год работал в Таллинском русском драматическом театре.
В 1984—1986 годах был участником группы Андрея Пастернака «Театр» (второй вокалист, автор текстов песен и сюжетных линий).
С 1992 года живёт в Германии.
Автор более чем 40 пьес, в том числе: «Смерть Ван Халена», «Верона», «Трупой жив», «Лавочкин-пять в воздухе» («Ла-фюнф ин дер люфт»), «Натуральное хозяйство в Шамбале» (1999) и др.
Отец кинорежиссёра Клима Шипенко.

## Дискография
Номерные альбомы с группой Театр
1. 1984 — Концерт в метро
2. 1985 — Папы нет дома
3. 1986 — Театр доктора Спока